# Michael Wall
Michael Wall (* 25. Juli 1985 in Telkwa, British Columbia) ist ein ehemaliger kanadischer Eishockeytorwart, der während seiner aktiven Laufbahn unter anderem für die Anaheim Ducks in der National Hockey League aktiv war.

## Karriere
Michael Wall begann seine aktive Laufbahn als Eishockeytorwart in der kanadischen Top-Juniorenliga Western Hockey League bei den Prince George Cougars, für die er von 2001 bis 2003 aktiv war. Anschließend schloss er sich den Everett Silvertips an. In den folgenden zwei Jahren setzte sich Wall bei den Silvertips als Stammtorhüter durch und stellte in der Saison 2004/05 mit einer Fangquote von rund 93 Prozent seinen Karrierebestwert auf. In 56 Partien der Regular Season gelangen ihm insgesamt zehn Shutouts für die Everett Silvertips. Nachdem er zuvor nicht gedraftet worden war, unterzeichnete Wall am 29. September 2005 als Free Agent einen Vertrag bei den Mighty Ducks of Anaheim. Die folgende Spielzeit verbrachte der Torwart bei deren Farmteams, den Portland Pirates in der American Hockey League und den Augusta Lynx in der ECHL. Nachdem er 21 Partien für die Lynx und elf Spiele für die Pirates absolviert und dabei jeweils einen Shutout verbucht hatte, stand er in der folgenden Saison im Kader der Portland Pirates.
Obwohl das inzwischen in Anaheim Ducks umbenannte Franchise mit Ilja Brysgalow und Jean-Sébastien Giguère über zwei potenzielle Stammtorhüter verfügte und im Dezember 2006 Sébastien Caron in einem Tauschgeschäft von den Chicago Blackhawks engagiert wurde, erhielt Wall während der Saison 2006/07 zwei Berufungen in den NHL-Kader der Kalifornier. Dabei absolvierte er insgesamt vier NHL-Spiele, in denen er zehn Gegentore erhielt. Seine Zeit bei den Ducks endete am 27. Februar 2007, als er im Austausch für Brad May zu der Colorado Avalanche transferiert wurde. Für die Avalanche absolvierte er jedoch keine Partie und stand in derselben Saison für die Portland Pirates und die Arizona Sundogs im Einsatz. Im Verlauf derselben Saison erzielte Wall als dritter Torwart der Central-Hockey-League-Historie nach Bryan McMullen (2002) und Phil Groeneveld (1995) ein Tor, als er in einer Partie gegen die Corpus Christi Rayz ins leere Tor traf. Auch zur Saison 2007/08 blieb ihm die Rückkehr in die NHL verwehrt und der Torwart bestritt 33 Partien für die Lake Erie Monsters in der AHL, ihn denen ihm ein Shutout gelang. Im Anschluss an diese Spielzeit beendete Wall seine aktive Laufbahn.